# Supercoupe du Maroc de football
Ne doit pas être confondu avec Coupe d'Élite du Maroc.
La Supercoupe du Maroc de football est une compétition de football disparue organisée par la fédération royale marocaine de football, elle opposait le Champion du Maroc au vainqueur de la Coupe du Trône, disputée lors d'un match unique.

## Histoire
La compétition à eu lieu à cinq reprises entre 1959 et 1963. La toute première édition se joue en 1989 et voit une victoire de l'ASFAR. L'édition suivante voit une victoire du ASFAR avant que l'ASFAR s'offre de nouveaux les trois éditions suivantes.
La compétition voit sa dernière édition en 1963 avait de faire son retour en mars 1976 à Laâyoune et en opposant le Mouloudia d'Oujda, champion du Maroc face au Chabab Mohammédia, vainqueur de la coupe du Trône.
En 2010 après 34 ans sans aucune édition de la supercoupe du Maroc, la FRMF décide de recréer la supercoupe du Maroc mais elle n'eut finalement pas lieu. Cette édition devait opposer le Raja de Casablanca champion du Maroc au FAR de Rabat vainqueur de la coupe du Trône. Une autre tentative a lieu en 2014.

## Palmarès
| Année | Champion du Maroc                      | Vainqueur du Coupe     | Score | Lieu       |
| ----- | -------------------------------------- | ---------------------- | ----- | ---------- |
| 1959  | Étoile Jeunesse Sportive de Casablanca | ASFAR                  | 0-2   | Casablanca |
| 1960  | Kénitra Athlétic Club                  | Mouloudia Club d'Oujda | 0-1   | Kénitra    |
| 1961  | ASFAR                                  | Kénitra Athlétic Club  | 1-0   | Rabat      |
| 1962  | ASFAR                                  | Mouloudia d'Oujda      | 5-3   | Rabat      |
| 1963  | ASFAR                                  | Kawkab de Marrakech    | 4-1   | Rabat      |

| Année | Champion du Maroc | Vainqueur du Coupe | Score | Lieu     |
| ----- | ----------------- | ------------------ | ----- | -------- |
| 1975  | Mouloudia d'Oujda | Chabab Mohammédia  | 0-1   | Laâyoune |

## Bilan par club
| Club                   | Titres | Années                 |
| ---------------------- | ------ | ---------------------- |
| ASFAR                  | 4      | 1959, 1961, 1962, 1963 |
| Mouloudia Club d'Oujda | 1      | 1960                   |
| Chabab Mohammédia      | 1      | 1975                   |